# Vanessa Lóes
Vanessa Lóes de Mello Lacerda (Rio de Janeiro, 26 de novembro de 1971) é uma atriz brasileira.

## Carreira
Vanessa Lóes estreou como atriz na Rede Globo em 1995, na minissérie Engraçadinha... Seus Amores e Seus Pecados. Entre as novelas em que atuou, estão Vira-Lata, Zazá, Suave Veneno, Sabor da Paixão, Kubanacan, Beleza Pura e Malhação. Também participou da minissérie O Quinto dos Infernos e da série Avassaladoras. No cinema, atuou no filme O Guerreiro Didi e a Ninja Lili.

## Vida pessoal
Vanessa começou a namorar o ator Murilo Rosa em 1995 e em 1997 se casaram, o casamento chegou ao fim em 2001, no mesmo ano, começou a namorar o ator Thiago Lacerda e se casaram no ano de 2007. O casal têm três filhos: Gael Lóes Lacerda, nascido em 25 de junho de 2007, Cora Lóes Lacerda, nascida em 9 de abril de 2010, e Pilar Lóes Lacerda, nascida em 9 de maio de 2014. Seus três filhos nasceram de parto normal, no Rio de Janeiro. Ela é filha da atriz Dilma Lóes e neta de Lídia Matos e Urbano Lóes e sobrinha do escritor Luiz Lóes.

## Filmografia

### Cinema
| Ano  | Título                          | Personagem          |
| ---- | ------------------------------- | ------------------- |
| 2005 | O Amigo Dunor                   | Laura               |
| 2006 | O Caso Morel                    | Joana-Heloísa       |
| 2008 | O Guerreiro Didi e a Ninja Lili | Morgana             |
| 2013 | O Tempo e o Vento               | Maria Valéria Terra |
| 2017 | Laura                           | Amélia              |

### Televisão
| Ano     | Título                 | Personagem                       | Notas                                                                        |
| ------- | ---------------------- | -------------------------------- | ---------------------------------------------------------------------------- |
| 1995    | A Próxima Vítima       | Modelo                           | Episódio: "15 de março"                                                      |
| 1995    | Engraçadinha           | Janete                           |                                                                              |
| 1995    | Você Decide            | Selma                            | Episódio: "Amigo é Pra Essas Coisas"                                         |
| 1996    | Você Decide            | Tati                             | Episódio: "Começar de Novo"                                                  |
| 1996    | Vira-Lata              | Pietra                           |                                                                              |
| 1997    | Zazá                   | Lavínia Dumont Pietro            |                                                                              |
| 1998    | Mulher                 | Elaine                           | Episódio: "Prazeres e Limites"                                               |
| 1999    | Suave Veneno           | Maria Antônia Berganti Cerqueira |                                                                              |
| 1999    | Você Decide            | Nina                             | Episódio: "O Marido Fantasma"                                                |
| 2000    | Você Decide            | Vitória                          | Episódio: "Vitória Total e Absoluta"                                         |
| 2000    | Marcas da Paixão       | Cíntia Brumm Melo Pontes Maia    |                                                                              |
| 2002    | O Quinto dos Infernos  | Madalena                         |                                                                              |
| 2002    | Sabor da Paixão        | Branca Jardim Malta              |                                                                              |
| 2003    | Carga Pesada           | Giselle                          | Episódio: "A Vaca de Milhão"                                                 |
| 2003    | Kubanacan              | Anabela                          | Episódios: "24–29 de setembro"                                               |
| 2004    | Metamorphoses          | Circe Sartori Cipriatis          |                                                                              |
| 2004    | Metamorphoses          | Lia Franco Cipriatis             |                                                                              |
| 2005    | Mandrake               | Giovana                          | Episódio: "Amparo"                                                           |
| 2006    | Avassaladoras: A Série | Laura Bragança                   |                                                                              |
| 2008    | Beleza Pura            | Eleonora Amarante                | Episódios: "20–31 de março"                                                  |
| 2008    | Dicas de Um Sedutor    | Priscila                         | Episódio: "Amor e Amizade"                                                   |
| 2008    | Casos e Acasos         | Lígia                            | Episódio: "O Presente, a Sociedade e a Tentação"                             |
| 2008    | Casos e Acasos         | Regiane                          | Episódio: "A Câmera Escondida"                                               |
| 2008    | Guerra e Paz           | Paola                            | Episódio: "Ricos & Pobres" Episódio: "Cães & Gatos" Episódio: "Ontem & Hoje" |
| 2009–10 | Geral.com              | Lucélia Werneck                  |                                                                              |
| 2012    | Acampamento de Férias  | Verônica                         | Episódio: "2 de janeiro"                                                     |
| 2012    | A Vida da Gente        | Laura                            | Episódios: "3 de janeiro–28 de fevereiro"                                    |
| 2012    | Malhação               | Beatriz Almeida (Tizinha)        | Temporada 20                                                                 |
| 2014    | Amor Veríssimo         | Sabrina                          | Episódio: "Tia Fantástica"                                                   |
| 2014–17 | Questão de Família     | Dra. Suzana                      |                                                                              |
| 2016    | Haja Coração           | Ela mesma                        | Episódio: "13 de julho"                                                      |